# Famille Hennessy
 (juillet 2024).
Si vous disposez d'ouvrages ou d'articles de référence ou si vous connaissez des sites web de qualité traitant du thème abordé ici, merci de compléter l'article en donnant les références utiles à sa vérifiabilité et en les liant à la section « Notes et références ».
 (juillet 2024).
Améliorez-le ou discutez des points à vérifier. 
La famille Hennessy est une famille irlandaise établie en France en Charente au milieu du XVIIIe siècle pour échapper à l'oppression anglaise, comme de nombreuses familles catholiques. Au XXIe siècle, elle compte une branche française et une branche britannique. Une autre branche d'abord installée à Ostende appartint également à la noblesse belge. Devenue bruxelloise, elle a dirigé les Papeteries de La Hulpe en Brabant wallon.

## Historique
Richard Hennessy naquit en 1724 à Cill a Mhuilinn (Killavullen), petit village dans le comté de Cork en Irlande, au sein d’une famille irlandaise descendant de sir Richard Nagle[Comment ?]. Fils de James Hennessy, esq. de Ballymacmoy, et de Catherine Barrett, il quitta à 19 ans le comté de Cork pour échapper à l'oppression anglaise, à l’instar de milliers de jeunes catholiques de son pays. Il s’engagea dans la brigade irlandaise du roi de France et devint officier au régiment de Clare, au service de Louis XV. C’est peu après la bataille de Fontenoy, en 1745, qu’il découvrit la Charente. Par la suite, il connut divers déboires, et les vingt années qui précédèrent son investissement dans le négoce de l'eau-de-vie de Cognac s'apparentent à « un catalogue de frustrations et d'échecs ».

## Liens de filiation entre les personnalités notoires
- Richard Hennessy (1724-1800), officier au régiment de Clare puis négociant jacobite, fondateur de l'entreprise de cognac. Il épouse Hélène Barett.
  - Jacques James Hennessy (1765-1843), homme politique français. Il épouse Marie Henriette Martell.
    - Jacques Richard Maurice Hennessy (1795-1845) épouse Sophie Justine Durant de Mareuil
      - Jacques Richard Maurice Hennessy (1834-1905), conseiller municipal, président du Tribunal de Commerce de Cognac. Il épouse Catherine Jeanne Charlotte Foussat.
        - James Hennessy (1867-1945), officier de marine, cavalier, négociant en cognac et homme politique français. Il épouse le 20 juin 1893 à Paris 8é sa cousine Augustine Sophie Marthe Alice Hennessy (voir plus bas)
        - Jean Hennessy (1874-1944), diplomate et homme politique français. Il épouse Marguerite fille d'Albert de Mun.
          - Kilian Hennessy (1907-2010), homme d'affaires franco-irlandais
            - Gilles Hennessy
              - Kilian Hennessy (1972)

    - Lucie Hélène Hennessy (1796-1868) épouse Jean-Gabriel Martell.
    - Richard Auguste Hennessy (1800-1879), homme politique français. Il épouse Claudine Irène d'Anthés.
      - Richard Hennessy (1836-1886), négociant en cognac. Il épouse sa cousine Marthe Anne Lucie Hennessy (voir plus bas)
        - Augustine Sophie Marthe Alice Hennessy (1873-1902) épouse son cousin James Hennessy (voir plus haut).
        - George Hennessy (1er baron Windlesham) (1877-1953), militaire et homme politique britannique d'origine française. Il épouse Ethel Wynter.
          - James Bryan George Hennessy 2e baron Windlesham. Il épouse Angela Duggan.
            - David Hennessy (3e baron Windlesham) (1932-2010), Lord Privy Seal, Chambre des lords. Il épouse la journaliste et auteur de mode Prudence Glynn (en) en 1965
              - James Rupert Hennessy, 4e baron Windlesham (né en 1968)
                - George Rupert James Hennessy (né en 2006)

    - Frederick Richard Hennessy (1807-1878) épouse  Julia Perkins.
      - Marthe Anne Lucie Hennessy (1855-1941) épouse son cousin Richard Hennessy (voir plus haut). Éleveuse de chevaux de course, elle épouse en secondes noces Lord James Edward Sholto Douglas.

## Demeures
- Château de Bagnolet (Cognac, Charente)
- Château de Saint-Brice (Saint-Brice, Charente)[5]

## Pour approfondir